# Joshua Katz
Joshua Timothy Katz (* 12. September 1969 in New York City) ist ein US-amerikanischer Linguist und Klassischer Philologe, der Cotsen Professor in the Humanities an der Princeton University bis Mai 2022 war. Seine Gebiete sind Sprachen, Literatur und Kultur der Alten und Mittelalterlichen Geschichte. Er ist ein Senior Fellow am American Enterprise Institute.
Der Sohn des jüdischen Emigranten aus der besetzten Tschechoslowakei und Chemikers Thomas J. Katz besuchte die Dalton School in New York City, darauf die Yale University bis zum B.A. in Linguistik mit summa cum laude. Danach besuchte er die University of Oxford mit einem Marshall-Stipendium und legte den M.A. in allgemeiner Linguistik und Vergleichender Philologie 1993 ab. Den Ph.D. in Linguistik erwarb er an der Harvard University 1998.
Katz arbeitete an der Princeton University als Lektor für classics ab 1998 und erhielt 2006 den Rang eines associate professor. 2002/03 war er Mitglied der School of Historical Studies at the Institute for Advanced Study. 2008 wurde er Professor in Princeton. Gastprofessuren nahm er an der École pratique des hautes études, Université Paris Diderot und an der Universität zu Berlin wahr. Der beliebte Lehrer Katz erhielt den President's Award for Distinguished Teaching 2003, die Sophie and L. Edward Cotsen Faculty Fellowship und 2010 ein Stipendium für das All Souls College. 
Katz wurde Gegenstand zweier Universitätsuntersuchungen. Im Jahr 2018 wurde wegen einer unerlaubten Beziehung zu einer Studentin vor 2010 ermittelt, was zu einer begrenzten Suspendierung führte. Katz schrieb 2020 einen Beitrag über die Unterdrückung der Meinungsfreiheit an US-Universitäten, der ihm den Beifall konservativer Kreise eintrug. Im Jahr 2022 wurde er entlassen, weil er im Verfahren 2018 gelogen habe.

## Schriften
- Topics in Indo-European personal pronouns, 1998
- Vergil Translates Aratus: Phaenomena 1–2 and Georgics 1.1.2, 2008
- My God. One Jew’s Views: Autobiographical Thoughts and Poems, 2015
- Joshua T. Katz: Another Vergilian Signature in the Georgics? In: Wordplay and Powerplay in Latin Poetry. De Gruyter, 2016, ISBN 978-3-11-047587-6, S. 69–86, doi:10.1515/9783110475876-004 (degruyter.com).
- Mithrsg.: Liddell and Scott: the history, methodology, and languages of the world’s leading lexicon of Ancient Greek, Oxford UP, 2019.

## Einzelbelege
1. ↑  Joshua T. Katz. In: American Enterprise Institute - AEI. Abgerufen am 12. Januar 2024 (amerikanisches Englisch).
2. ↑  Classics professor’s lawsuit against academic society dismissed by New Jersey court. Abgerufen am 12. Januar 2024 (amerikanisches Englisch).
3. ↑  Melissa Korn, Douglas Belkin: Princeton Board Fires Tenured Professor Joshua Katz, Citing Sexual Misconduct Investigation. In: Wall Street Journal. 23. Mai 2022, ISSN 0099-9660 (wsj.com [abgerufen am 12. Januar 2024]).

| Personendaten    | Personendaten                               |
| ---------------- | ------------------------------------------- |
| NAME             | Katz, Joshua                                |
| ALTERNATIVNAMEN  | Katz, Joshua Timothy                        |
| KURZBESCHREIBUNG | US-amerikanischer Linguist und Altphilologe |
| GEBURTSDATUM     | 12. September 1969                          |
| GEBURTSORT       | New York City                               |